# Pokój (gmina)
Pokój est une gmina rurale du powiat de Namysłów, Opole, dans le sud-ouest de la Pologne. Son siège est le village de Pokój, qui se situe environ 20 km au sud-est de Namysłów et 29 km au nord de la capitale régionale Opole.
La gmina couvre une superficie de 132,97 km2 pour une population de 5 573 habitants.

## Géographie
La gmina inclut les villages de Dąbrówka Dolna, Domaradz, Domaradzka Kuźnia, Fałkowice, Jagienna, Kopalina, Kozuby, Krogulna, Krzywa Góra, Ładza, Lubnów, Paryż, Pokój, Siedlice, Świercowskie, Żabiniec, Zawiść et Zieleniec.
La gmina borde les gminy de Dobrzeń Wielki, Domaszowice, Murów, Popielów, Świerczów et Wołczyn.